# Environnement en Roumanie
L'environnement en Roumanie est l'environnement (ensemble des éléments - biotiques ou abiotiques - qui entourent un individu ou une espèce et dont certains contribuent directement à subvenir à ses besoins) de la Roumanie.

## La biodiversité en Roumanie

### Milieux, faune et flore
- Forêts mixtes d'Europe centrale. Seulement 3 % des forêts en Europe sont encore intactes, et la moitié se trouve dans les Carpates[1]. En Roumanie, cette forêt vierge abrite une biodiversité très riche, des loups, des ours bruns. Elle a été classée au patrimoine de l'Unesco.
- Steppe pontique

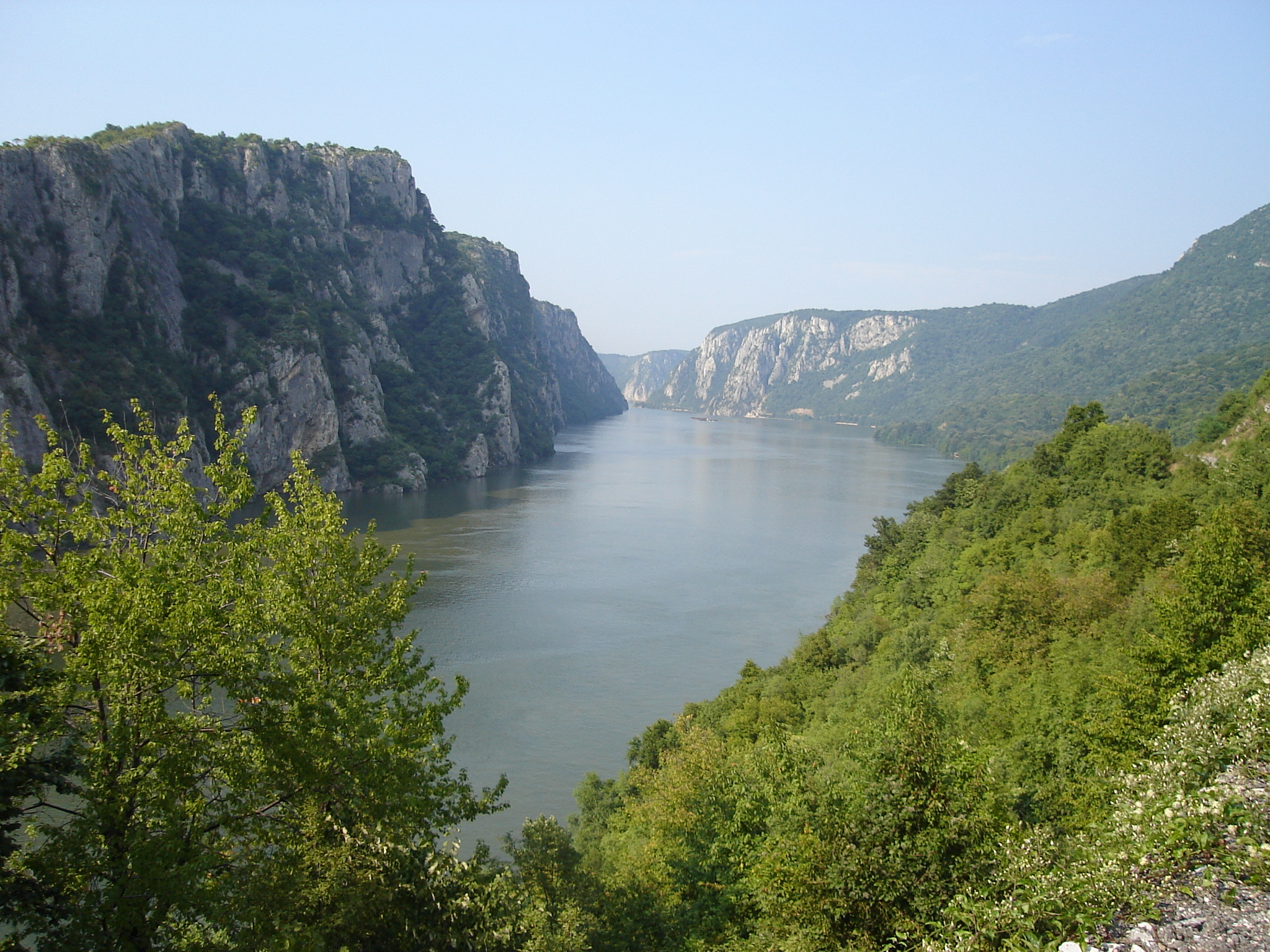
Le Danube en Roumanie.
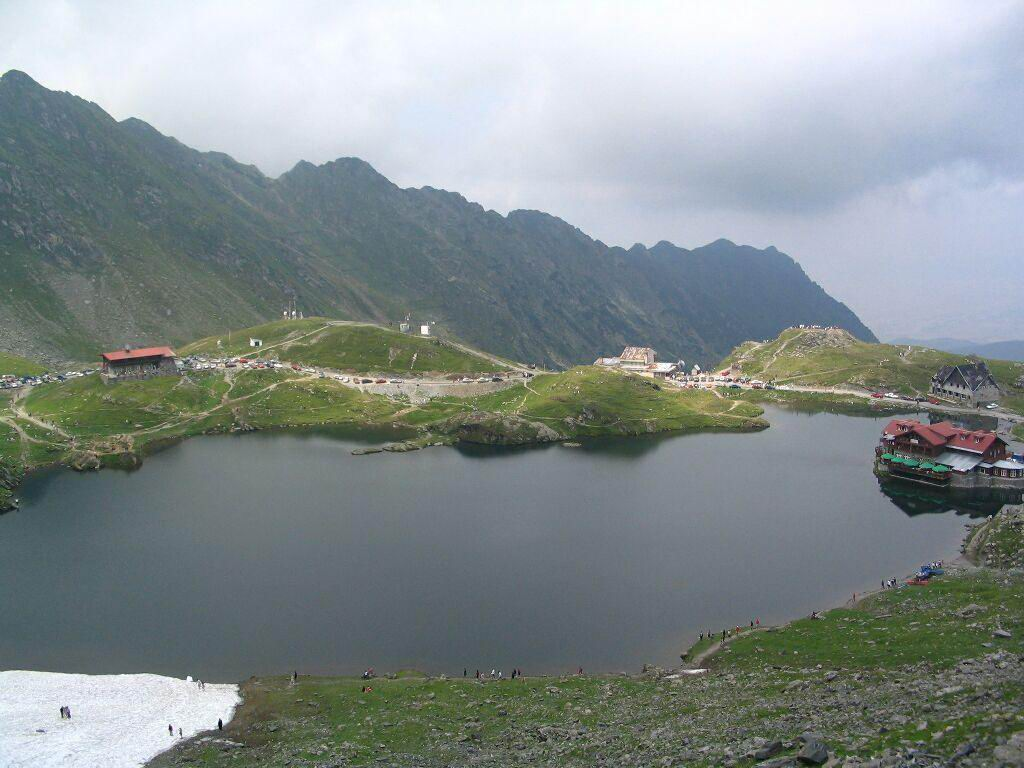
Lac Bâlea.
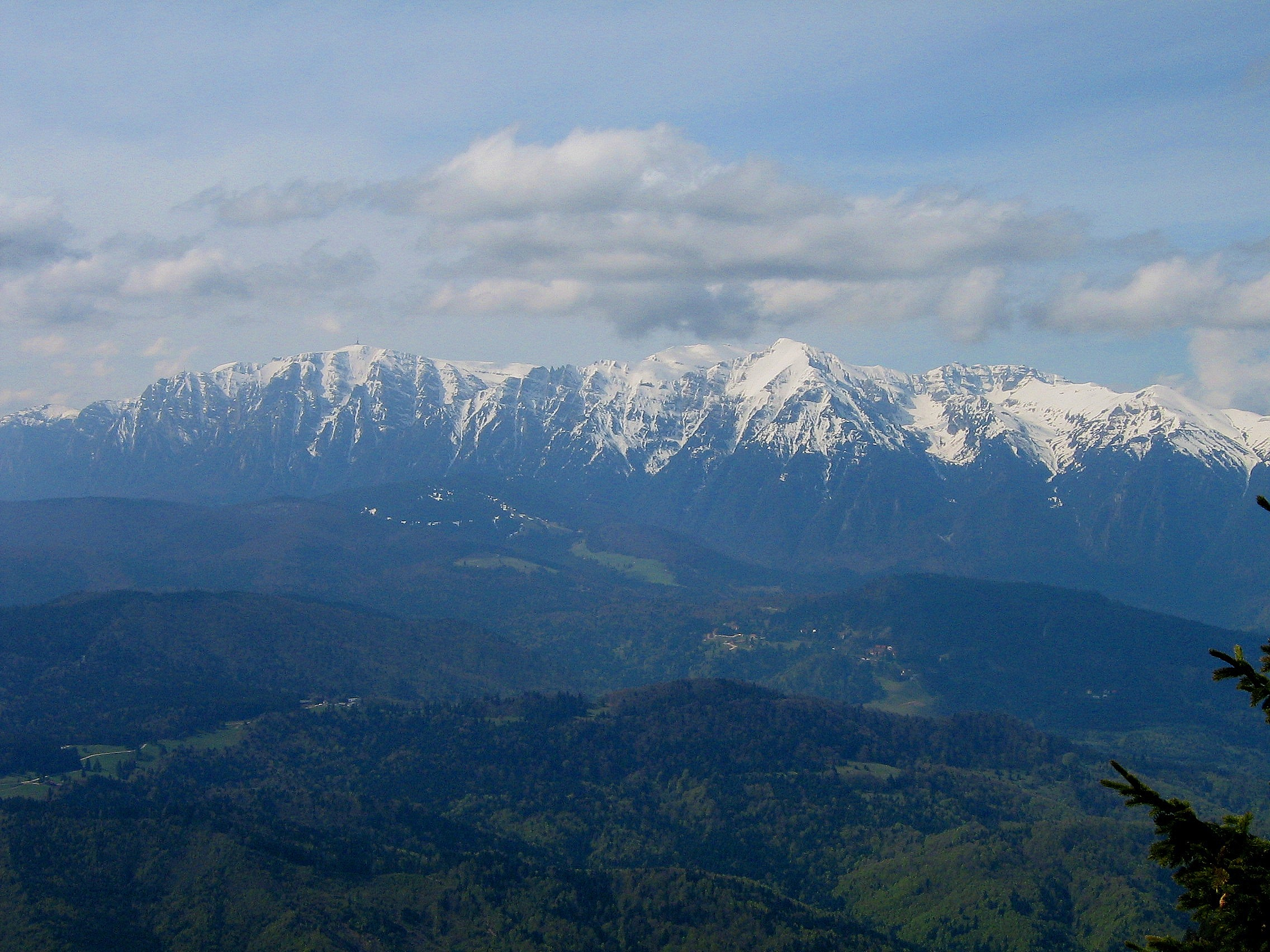
Les Alpes de Transylvanie.
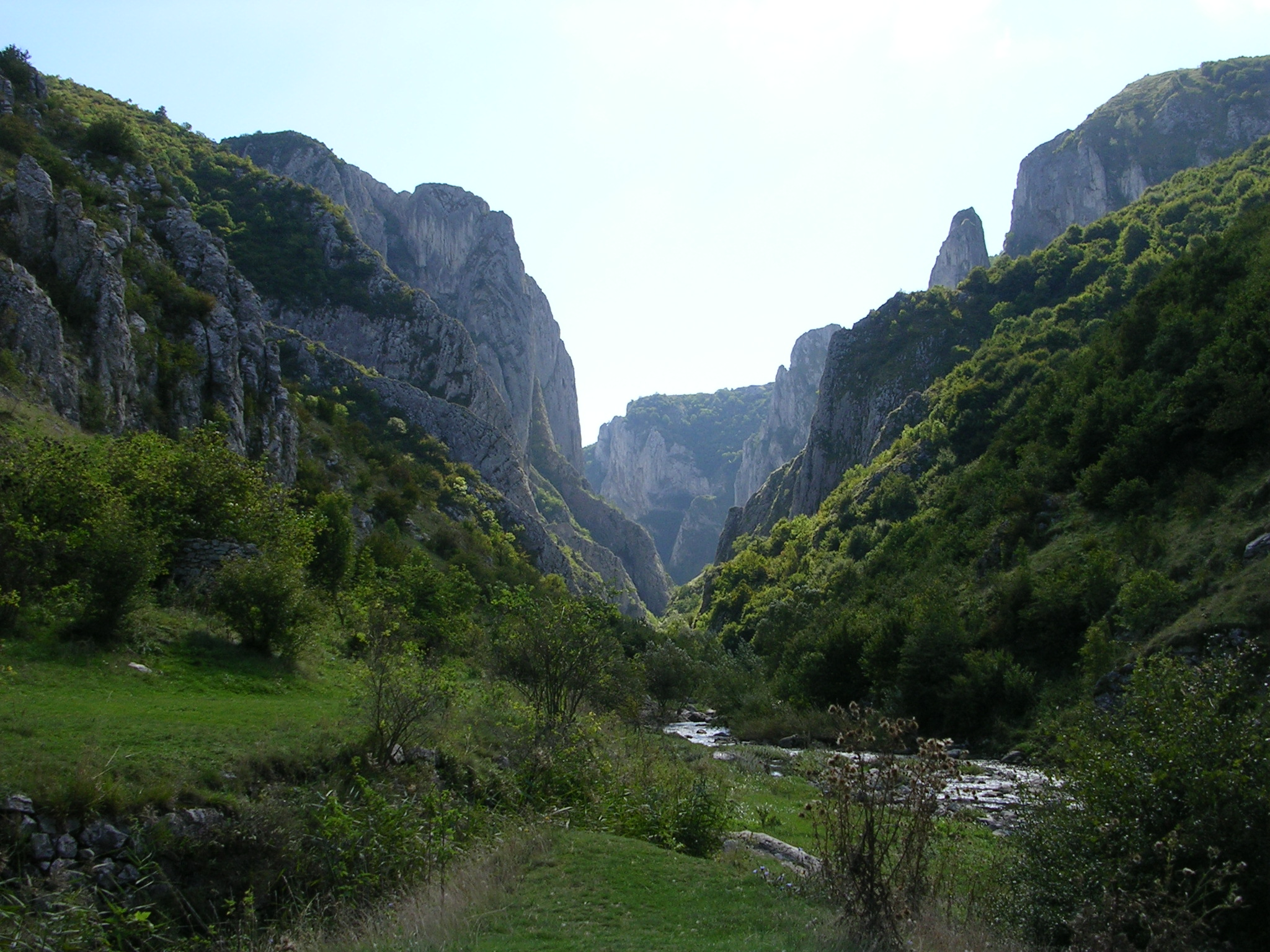
Paysage transylvain : Cheile Turzii près de Cluj-Napoca.
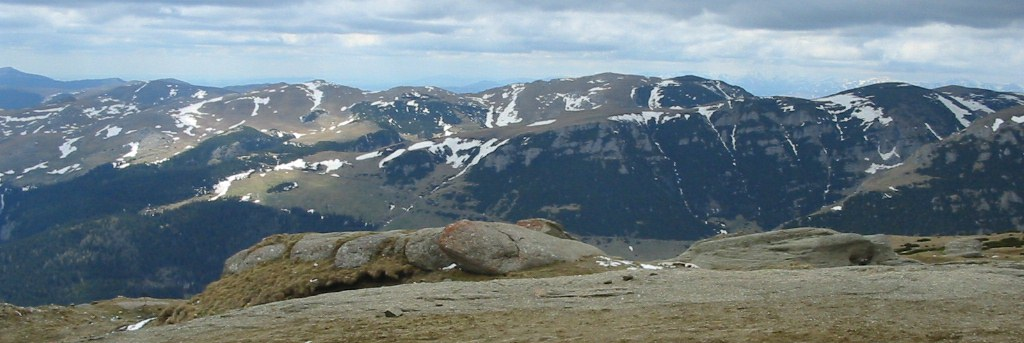
Les Alpes de Transylvanie, ou Carpates méridionales.
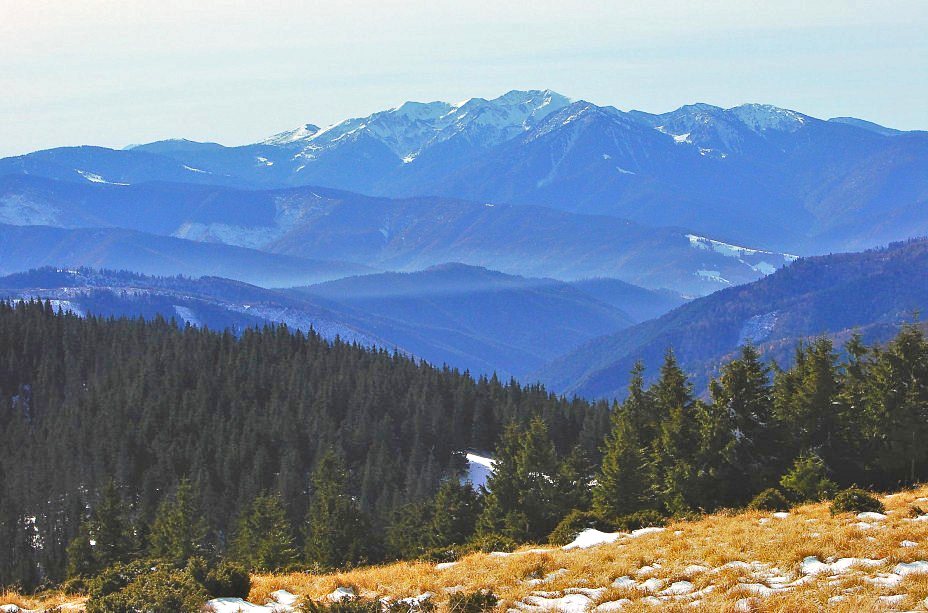
Paysage du Maramureș.
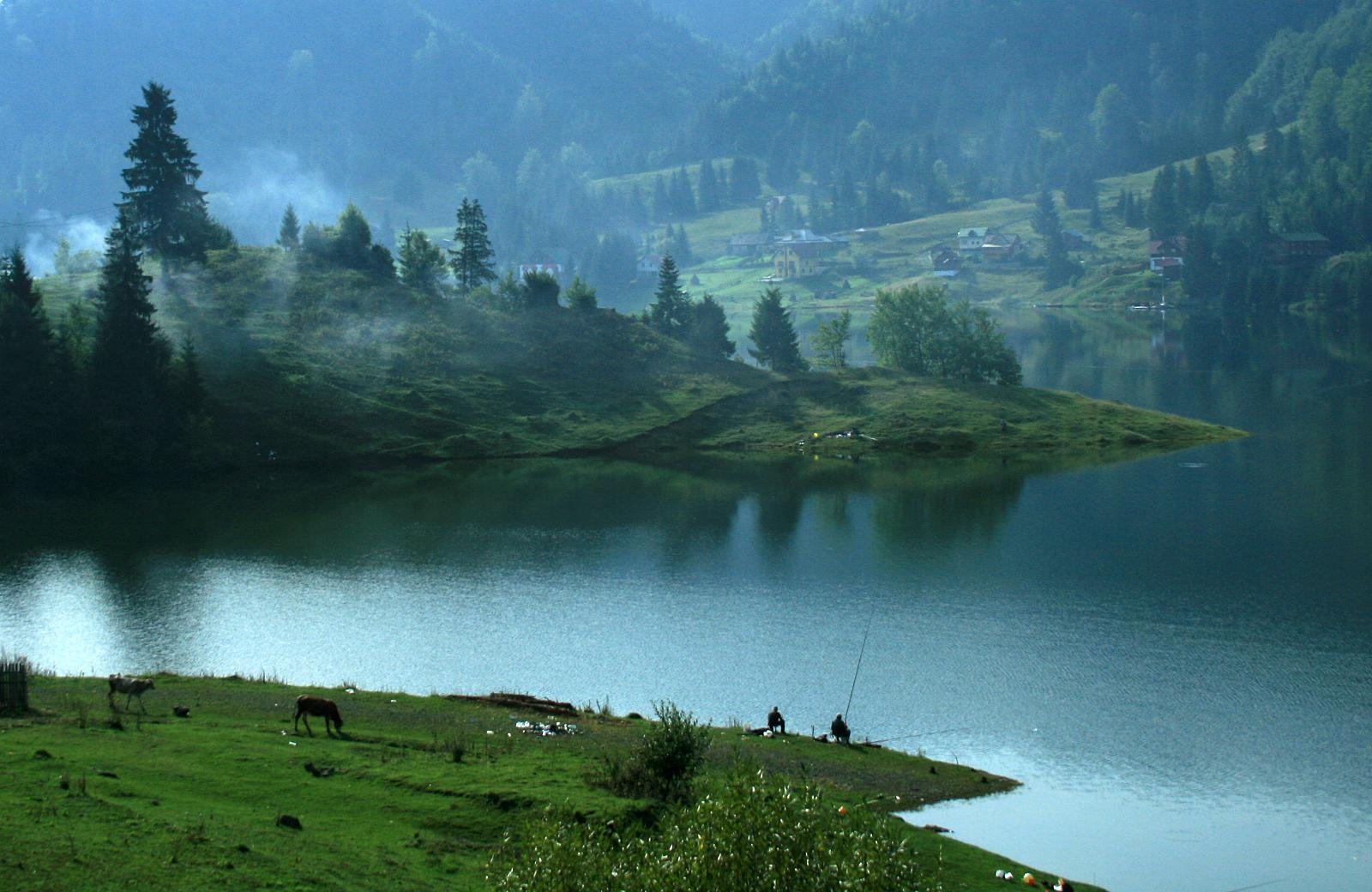
Le lac de Cobilița, dans les Carpates orientales transylvaines.
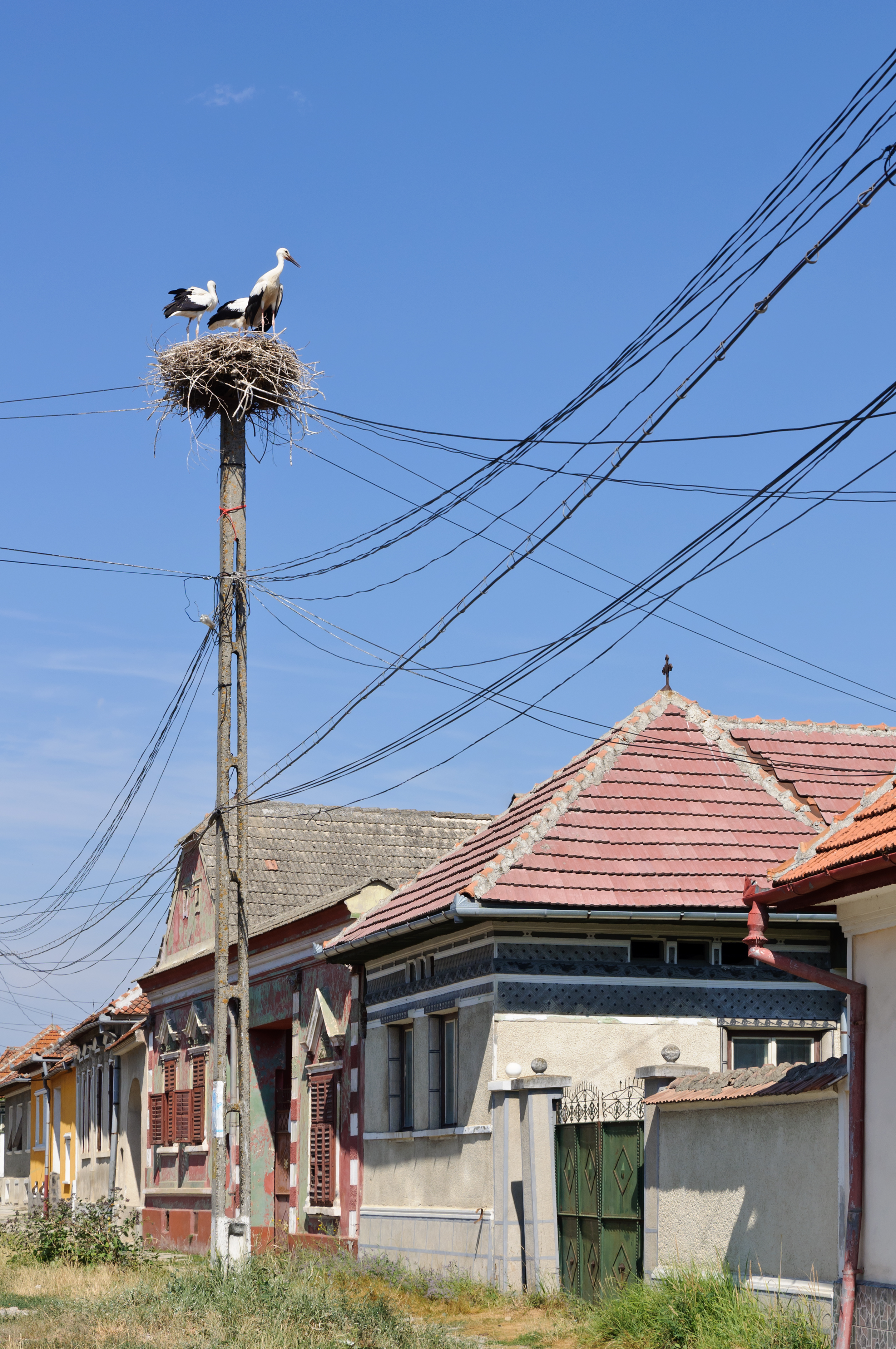
Cigognes blanches dans un village de Transylvanie.

### Zones protégées

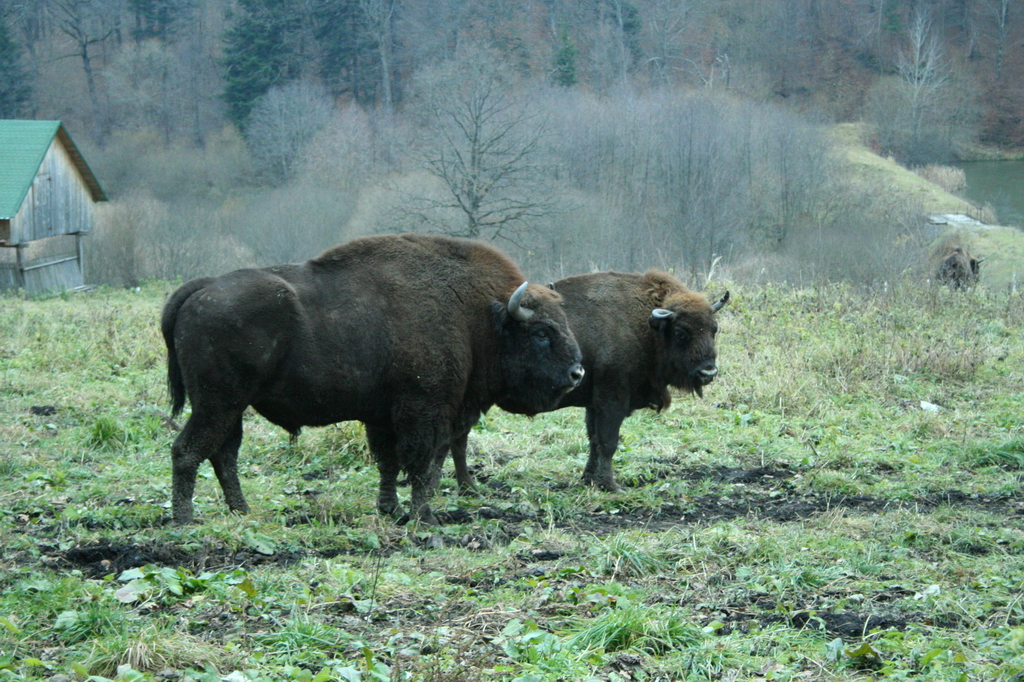
Bisons d'Europe dans la réserve du parc naturel de Vânători-Neamț.

#### Histoire des zones protégées
La Roumanie a une longue histoire dans la protection de l'environnement. En 1924, Alexandru Borza crée les premières lois pour la protection de l'environnement, qui seront adoptée en 1930. En 1935, c'est la création du premier parc naturel roumain dans les montagnes de Retezat.
La réserve de biosphère du delta du Danube est une réserve de biosphère crée en 1992 qui recouvre la majeure partie du delta du Danube. Elle se trouve sur deux pays : l'Ukraine et la Roumanie.
Après la seconde guerre mondiale, pendant l'ère communiste, c'est 550 réserves naturelles qui seront créées.
Puis en 1990, 10 parcs nationaux sont créés mais ne seront reconnu officiellement qu'en 2000. Les zones sont encore mal définie et c'est en 2003 que ce point sera éclairci.

### Réseaux de protection
Il existe 3 types de réseaux de protection en Roumanie : UICN, l'UNESCO et ceux de l'UE.
Le parc naturel de Văcărești est un parc naturel urbain dans Bucarest, il fait une surface de 183 ha,.

## Impacts sur les milieux naturels

### Agriculture

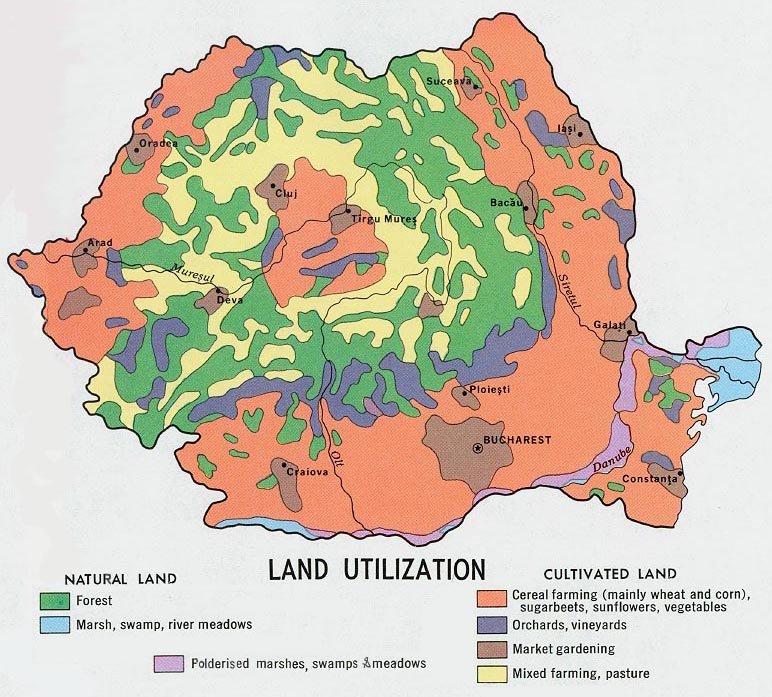
Carte d'occupation des sols en Roumanie en 1970 : les vignobles sont indiqués en violet.

#### Élevage
La Roumanie figure parmi les premiers exportateurs européens d’ovins vers les pays arabes. Le pays y a exporté deux millions de moutons pour les années 2018 et 2019. Les conditions dans lesquelles les animaux sont exportés sont controversées : l'association Animals International dénonce les conditions de transport du bétail par mer à bord de « navires de la mort », évoquant des cas où des milliers de moutons ont succombé de soif ou ont littéralement cuit vivants durant le voyage en plein été. En novembre 2019, un navire surchargé chavire, provoquant la mort de 15 000 moutons.

#### Cultures
La Roumanie est au 9e rang mondial des pays producteurs de vin, ainsi que le premier producteur parmi les pays de l'Europe centrale et orientale.

### Déforestation
Le pays perd intégralement ses forets intactes (paysage « naturel » considéré comme à la fois non artificiellement morcelé et non dégradé) au cours des années 2000 et 2010.

### Pression sur les ressources non renouvelables

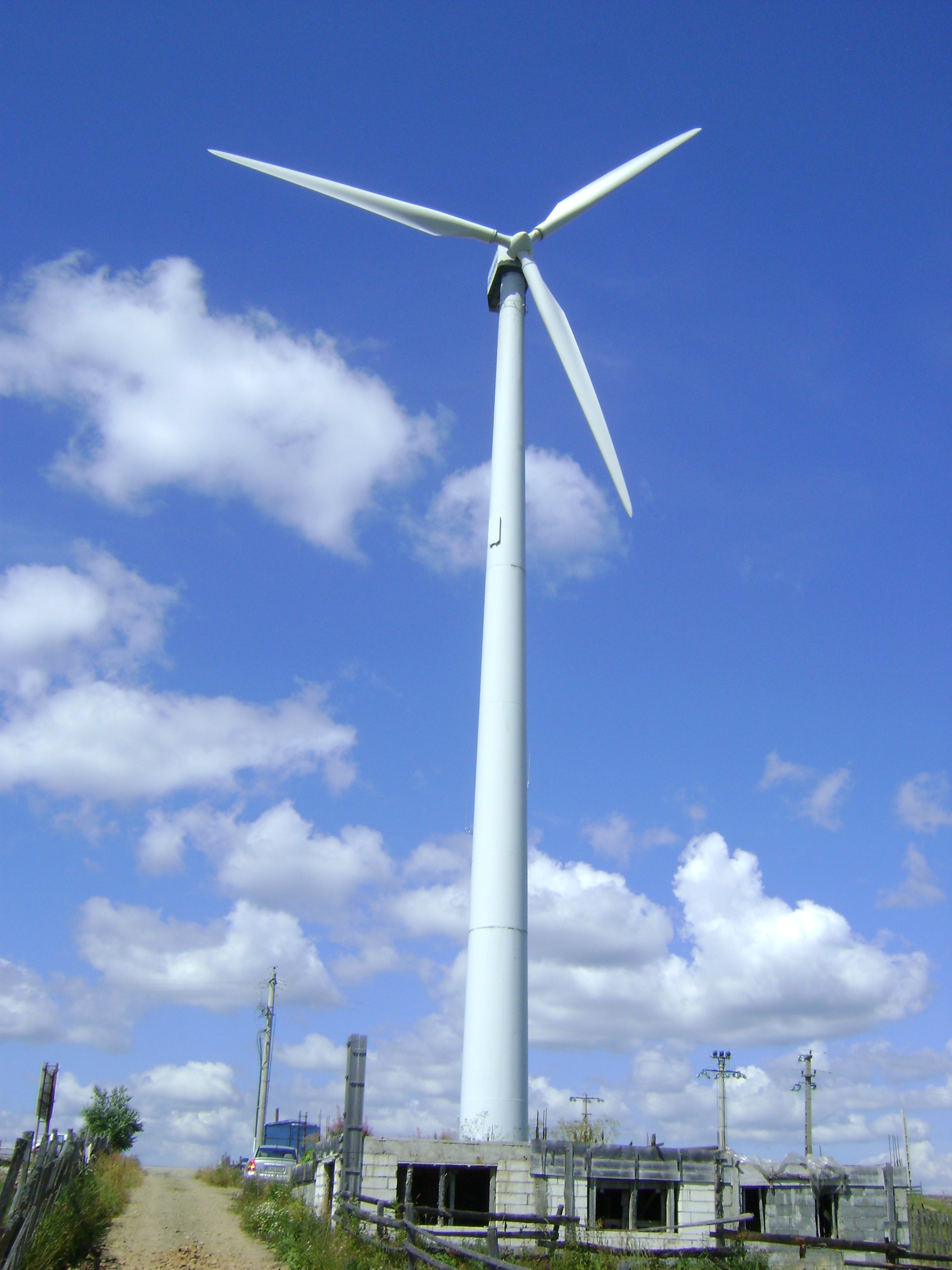
Éolienne du col de Tihuţa

La Chine finance des projets de centrale à charbon en Roumanie et ailleurs dans le monde.

### Pollutions

#### Les émissions de gaz à effet de serre (GES)
En 2012, les émissions de gaz à effet de serre (GES) étaient de ... MTCO2, soit ... % des émissions mondiales.

#### La pollution de l'air
La pollution de l'air provoque 23 000 décès prématurés chaque année. Le problème est particulièrement présent à Bucarest qui est l'une des 5 villes les plus embouteillée du monde et où l'utilisation de vieille voiture diesel est massive Sur le 1,8 million d'habitant que comporte la ville il y aurait 1,4 million de voitures.

#### La gestion des déchets
Certaines cimenteries importent d’Allemagne et d’Italie des « déchets sales » qu'elles recyclent pour disposer d'une énergie bon marché. Chacune en brûlent entre 200 000 et 300 000 tonnes par an, générant une pollution considérable.
Le Royaume-Uni aurait aussi exporté des déchets vers la Roumanie qui aurait été incinéré créant d'importante pollution.

### Impacts de l'urbanisation
| Rang | Ville                                | Population | Population | Population | Județ     | Statut officiel    |
| Rang | Ville                                | 1992       | 2002       | 2011       | Județ     | Statut officiel    |
| ---- | ------------------------------------ | ---------- | ---------- | ---------- | --------- | ------------------ |
| 1.   | Bucarest (București en roumain)      | 2 067 545  | 1 921 751  | 1 883 425  | Bucarest  | Capitale (rang 0)  |
| 2.   | Cluj (Cluj-Napoca officiellement)    | 328 602    | 318 027    | 324 576    | Cluj      | Chef-lieu (rang I) |
| 3.   | Timișoara                            | 334 115    | 317 651    | 319 279    | Timiș     | Chef-lieu (rang I) |
| 4.   | Iași (aussi connue comme Jassy)      | 344 425    | 321 580    | 290 422    | Iași      | Chef-lieu (rang I) |
| 5.   | Constanța                            | 350 581    | 310 526    | 283 872    | Constanța | Chef-lieu (rang I) |
| 6.   | Craiova                              | 303 959    | 302 622    | 269 506    | Dolj      | Chef-lieu (rang I) |
| 7.   | Brașov (aussi Kronstadt en allemand) | 323 736    | 283 901    | 253 200    | Brașov    | Chef-lieu (rang I) |
| 8.   | Galați                               | 326 141    | 298 584    | 249 432    | Galați    | Chef-lieu (rang I) |
| 9.   | Ploiești                             | 252 715    | 232 452    | 209 945    | Prahova   | Chef-lieu (rang I) |
| 10.  | Oradea                               | 222 741    | 206 527    | 196 367    | Bihor     | Chef-lieu (rang I) |

## L'exposition aux risques
La Roumanie est exposée à de multiples aléas naturels : séismes, tempêtes, incendies, glissements de terrain, sécheresses et canicules...

## Politique environnementale en Roumanie

### Traités internationaux
La Roumanie a signé le protocole de Kyoto.
Dans le cadre de la COP 21, la Roumanie s'est engagé à réduire ses émissions de gaz à effet de serre de 40 % d'ici à 2030 par rapport au niveau de 1990, conformément à l'engagement de l'Union européenne.

### Politiques locales
En 2020, la ville de Bucarest, bien que très polluée, a refusé l'instauration d'une vignette anti-pollution.

### Gestion et recyclage des déchets
Le taux de recyclage des déchets est bas en Roumanie avec seul 13 % qui l'étaient en 2016, néanmoins le pays à des ambitions importante puisqu'il souhaite atteindre 55 %,. Ce taux est en légère augmentation puisqu'il était de 5 % en 2008. Cela lui a valu un rappel à l'ordre par l'Union européenne,. En mai 2020, la CE donne 4 mois à la Roumanie pour fermer ses décharges illégale.

### ONG et militants
En 2019, deux gardes forestiers ont été abattus en Roumanie pour avoir enquêté sur des affaires de déforestation illégale.

### Évaluation environnementale globale
En 2015, l'organisation Global Footprint Network (GFN) indique que la Roumanie est un des 57 pays sur 181 préservant ses ressources, avec une biocapacité s'élevant à environ 2,61 hag (hectare global par habitant) supérieure à l'empreinte écologique à 2,5 hag.
Le jour du dépassement (date de l’année, calculée par l'ONG américaine Global Footprint Network, à partir de laquelle l’humanité est supposée avoir consommé l’ensemble des ressources que la planète est capable de régénérer en un an) du pays est le 12 juin.